# 国际城市与区域规划师学会
International Society of City and Regional Planners (ISOCARP) 是城市规划的工作人员国际 志愿协会。 它创建于1965年，现在有来自80多个国家的成员。 ISOCARP得到联合国和欧洲委员会的正式承认。 它与教科文组织合作。 它不受任何政府的控制。

## 外部連結
- ISOCARP（页面存档备份，存于）